# تصرنت (آيت عبد الويرات)
تصرنت هو دُوَّار يقع بجماعة سيدي احساين، إقليم تارودانت، جهة سوس ماسة في المملكة المغربية. ينتمي الدوّار لمشيخة آيت عبد الويرات التي تضم 7 دواوير. يقدر عدد سكانه بـ 311 نسمة حسب الإحصاء الرسمي للسكان والسكنى لسنة 2004.

## روابط خارجية
- البوابة الوطنية للجماعات الترابية نسخة محفوظة 12 مارس 2018 على موقع واي باك مشين.
- المندوبية السامية للتخطيط